# Piermont, New York
Piermont är en ort (village) i kommunen Orangetown i Rockland County i delstaten New York. Vid 2020 års folkräkning hade Piermont 2 517 invånare.